# Interexpress

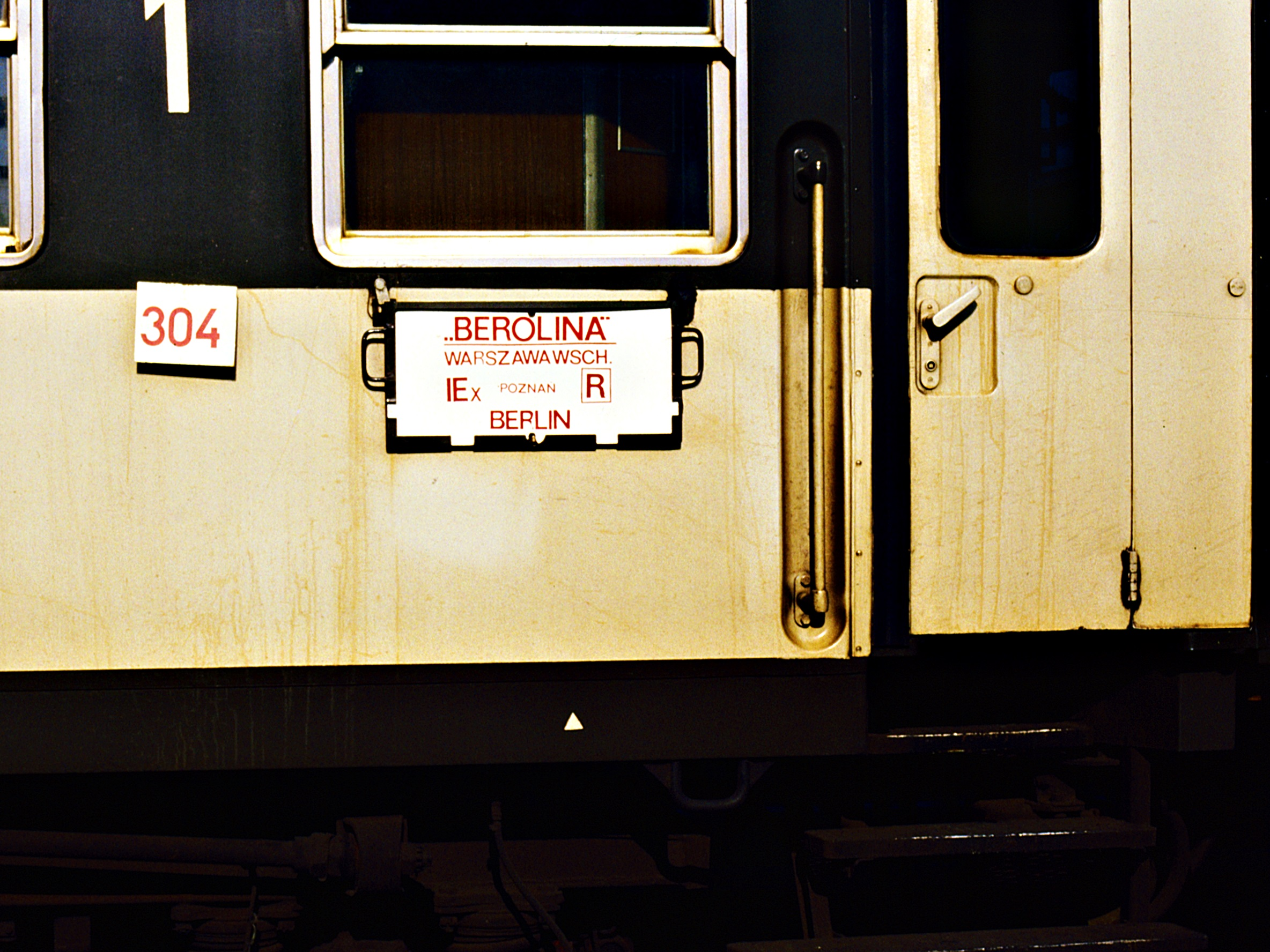
IEx „Berolina“ mit Zuglaufschild auf der Fahrt von Warschau nach Berlin, 1991

Interexpress, abgekürzt IEx, ist eine ehemalige internationale Zuggattung. Die Züge verkehrten von 1986 bis 1991 als internationale Schnellzüge zwischen der DDR, Polen, der Tschechoslowakei und Ungarn.

## Geschichte
Interexpress ist die Kurzform von Internationaler Express beziehungsweise äquivalenten Ausdrücken in anderen Sprachen. Mitte der 1980er Jahre beschlossen die
Deutsche Reichsbahn und die Bahnen Polens (PKP), der Tschechoslowakei (ČSD) und Ungarns (MÁV) die Einführung dieser Zuggattung für den hochwertigen Reisezugverkehr zwischen diesen Staaten. 1986 wurden einige Schnellzüge in IEx-Züge umgewandelt. Damit kam man den westlichen Bahnverwaltungen zuvor, wo erst 1987 das Eurocity-System eingeführt wurden.
Nach der politischen Wende 1989/1990 bestand kein Bedarf mehr für ein isoliertes Angebot. Die Züge wurden 1991 teilweise abgeschafft, teilweise in Eurocity oder normale Schnellzüge umgewandelt.

## Züge
Folgende Züge verkehrten als Interexpress:
| IEx         | Bezeichnung | Zuglauf                                          |
| ----------- | ----------- | ------------------------------------------------ |
| IEx 1/2     | Silesia     | Praha hl.n. – Warszawa Wschodnia                 |
| IEx 36/37   | Báthory     | Budapest – Warszawa                              |
| IEx 72/73   | Metropol    | Berlin-Lichtenberg – Praha-Holešovice – Budapest |
| IEx 74/75   | Hungaria    | Berlin-Lichtenberg – Praha-Holešovice – Budapest |
| IEx 76/77   | Primator    | Berlin-Lichtenberg – Praha                       |
| IEx 78/79   | Progress    | Berlin-Lichtenberg – Praha                       |
| IEx 242/243 | Berolina    | Berlin Hauptbahnhof – Warszawa Wschodnia         |

Báthory und Metropol waren Nachtzüge, die auch Schlaf- und Liegewagen führten. Einige der Züge führten zumindest zeitweise Kurswagen, so etwa der Metropol nach Wien, oder der Berolina nach Paris. Der Hungaria verkehrte in den Jahren 1986/87 und 1987/88 vereinigt mit dem D374/375 Vindobona nach Wien und führte im Sommer Kurswagen von Malmö.
Der Progress verkehrte nur in den Jahren 1986/87 und 1987/88. In ihm kamen spezielle
Komfortwagen mit Klimaanlage und rot-weißer Lackierung zum Einsatz.
Tariflich waren die IEx-Züge zum normalen Schnellzugtarif benutzbar. Im internationalen Verkehr waren sie reservierungspflichtig.